# Иберьян, Хайнц-Петер
Хайнц-Петер Иберьян (нем. Heinz-Peter Überjahn; 13 ноября 1948, Фельберт) — немецкий футбольный тренер.

## Биография
В качестве наставника долгое время работал на африканском континенте. На протяжении многих лет Иберьян возглавлял ряд местных национальных команд. За свою карьеру ему удалось поработать главным тренером сборных Нигера, Буркина-Фасо и Намибии.

## Достижения
- Финалист Кубка КОСАФА (1): 1999.